# 凌南街道
凌南街道，是中华人民共和国辽宁省锦州市太和区下辖的一个乡镇级行政单位。

## 行政区划
凌南街道下辖以下地区：
桥南社区、德新社区、吉祥社区、商大社区、果园社区、吉祥村、桃园村、西里社区、锦绣社区、宝地社区、曼哈顿社区和松山新区果树农场生活区。